# Terry Everett

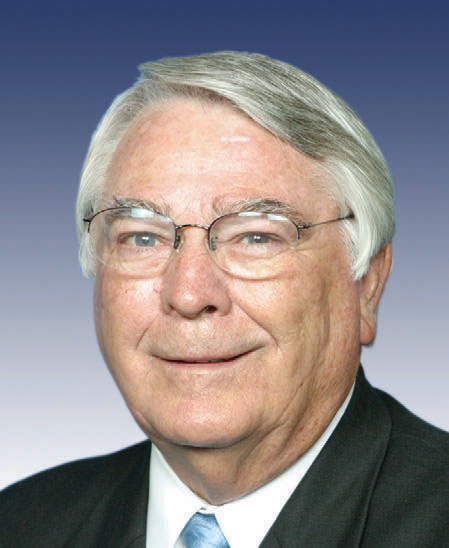
Terry Everett

Robert Terry Everett (* 15. Februar 1937 in Dothan, Alabama; † 12. März 2024 in Rehobeth, Alabama) war ein US-amerikanischer Politiker (Republikanische Partei).

## Werdegang
Robert Terry Everett ging auf die öffentliche Schule in Midland City (Alabama). Dann besuchte er das Enterprise State Junior College. Everett diente zwischen 1955 und 1959 in der United States Air Force. Während dieser Zeit war er als Intelligence Specialist in Europa stationiert, wo er Russisch erlernte. Danach war er als Sport- und Polizeireporter für den Dothan Eagle tätig. Im Laufe der Zeit wurde er der Eigentümer einer Zeitungskette sowie einer großen Farm und eines Immobilienvermögens. Er verkaufte 1988 alles bis auf eine seiner Holdings.
Everett verfolgte ebenfalls eine politische Laufbahn. Er wurde in den 103. US-Kongress gewählt und in die sieben nachfolgenden US-Kongresse wiedergewählt. Everett war im US-Repräsentantenhaus vom 3. Januar 1993 bis zum 3. Januar 2009 tätig. Er kandidierte 2008 nicht für den 111. US-Kongress.
Robert Terry Everett war mit Barbara Pitts verheiratet. Sie beide waren Southern Baptist.
Everett starb am 12. März 2024 in seinem Haus in Rehobeth während er schlief.